# Катићи (Ивањица)
Катићи су насеље у Србији у општини Ивањица у Моравичком округу. Према попису из 2022. било је 113 становника (према попису из 1991. било је 150 становника).
Овде се налази ОШ „Мићо Матовић” Катићи.

## Географија
Катићи су минијатурна варошица која се налази у центру месне заједнице Брезова у Старом Влаху.
Изнад Катића уздиже се Мучањ, планина са чијих висова од преко 1500 метара висине пуца величанствен поглед на све стране. На његовом врху налази се Савина вода која је изузетно посећена током целе године јер је у народном веровању и предању позната као врло лековита. У подножју Мучња, на извориштима реке Грабовице, налази се црква Св. Николе, позната као Бела црква, задужбина деспота Стефана Лазаревића, значајан архитектонски споменик чије фреске прекривају све унутрашње зидне површине и значајне су културно-историјске и уметничке вредности.
У самом месту је извориште Малог Рзава, а у близини изворишта реке Грабовице и Великог Рзава. Реке су богате поточном пастрмком, бистре и чисте, а њихови токови и кањони одвешће вас у свет бајке. Цела околина покривена је шумом, и прави су резерват разноврсне дивљачи, па је ловство добро развијено и организовано. У близини се налази и прихватилиште за срнећу дивљач на ограђеној површини од десетак хектара.
Посебна атракција је начин обиласка околине и планинских висова у организацији ПО. То је специјални „возић“ - атрактивно кабриолет возило са 12 места које је увек на располагању гостима, а разгледање околине приликом путовања ничим није ограничено па ћете имати потпун и јединствен доживљај природе и њених лепота. Све ово, као и чувена предусретљивост људи Старог Влаха, место чине привлачним. Идилична слика овог места сваког неодољиво тера да опет дође и ужива у спокоју и лепоти очуване и здраве средине. Удаљено је од Ивањице 22 км, а 14 км од излетишта Прилички кисељак (извор природне минералне воде).
До њега воде два магистрална пута, један преко Ариља, а други из правца Гуче. Преко Нове Вароши повезан је са Црном Гором и Јадраном.

## Туризам
Село Катићи удаљено је од Ивањице 22 км, налази се на магистралном путу Прилике - Кокин Брод који представља краћи излаз на магистралу која води ка Црној Гори, на идеалној надморској висини од 1024 м, у подручју планине Мучањ (Јеринин град 1534 м).
Здрава планинска клима, извори лековитих вода (Савина вода - лековити извор Светог Саве, Прилички кисељак, ...), бистри потоци са обиљем шума, зеленила и нетакнутом природом, природним знаменитостима Јеренин град...), споменицима културе и историје (Карађорђев шанац, Бела Црква...) и здравом храном, чине овај крај ексклузивном еколошком оазом.
Климатски услови, изванредан ваздух и сунце имају благотворно дејство посебно на астматичне болеснике и оне који болују од бронхија, повишеног и високог крвног притиска, анемије, пострауматских стања и стреса.
Идеална надморска висина за припреме спортиста.

## Демографија
У насељу Катићи живи 101 пунолетни становник, а просечна старост становништва износи 43,6 година (42,4 код мушкараца и 44,9 код жена). У насељу има 36 домаћинстава, а просечан број чланова по домаћинству је 3,47.
Ово насеље је великим делом насељено Србима (према попису из 2002. године), а у последња три пописа, примећен је пад у броју становника.
|  |

| Демографија | Демографија | Демографија |
| Година      | Становника  | Становника  |
| ----------- | ----------- | ----------- |
| 1948.       | 255         |             |
| 1953.       | 259         |             |
| 1961.       | 262         |             |
| 1971.       | 254         |             |
| 1981.       | 206         |             |
| 1991.       | 150         | 150         |
| 2002.       | 125         | 125         |

| Етнички састав према попису из 2002.‍ | Етнички састав према попису из 2002.‍ | Етнички састав према попису из 2002.‍ | Етнички састав према попису из 2002.‍ | Етнички састав према попису из 2002.‍ |
| ------------------------------------ | ------------------------------------ | ------------------------------------ | ------------------------------------ | ------------------------------------ |
|                                      |                                      |                                      |                                      |                                      |
| Срби                                 | Срби                                 |                                      | 123                                  | 98,4%                                |
| непознато                            | непознато                            |                                      | 1                                    | 0,8%                                 |

| \| \| м \| \| \| ж \| \| ? \| 1 \| \| \| 0 \| \| 80+ \| 2 \| \| \| 0 \| \| 75—79 \| 3 \| \| \| 5 \| \| 70—74 \| 1 \| \| \| 6 \| \| 65—69 \| 9 \| \| \| 6 \| \| 60—64 \| 5 \| \| \| 7 \| \| 55—59 \| 0 \| \| \| 2 \| \| 50—54 \| 4 \| \| \| 1 \| \| 45—49 \| 7 \| \| \| 3 \| \| 40—44 \| 5 \| \| \| 6 \| \| 35—39 \| 3 \| \| \| 3 \| \| 30—34 \| 4 \| \| \| 2 \| \| 25—29 \| 5 \| \| \| 3 \| \| 20—24 \| 1 \| \| \| 4 \| \| 15—19 \| 7 \| \| \| 3 \| \| 10—14 \| 3 \| \| \| 1 \| \| 5—9 \| 2 \| \| \| 3 \| \| 0—4 \| 4 \| \| \| 4 \| \| Просек : \| 42,4 \| \| \| 44,9 \| |      |  |  |      |
| |      |  |  |      |
| | м    |  |  | ж    |
| ? | 1    |  |  | 0    |
| 80+ | 2    |  |  | 0    |
| 75—79 | 3    |  |  | 5    |
| 70—74 | 1    |  |  | 6    |
| 65—69 | 9    |  |  | 6    |
| 60—64 | 5    |  |  | 7    |
| 55—59 | 0    |  |  | 2    |
| 50—54 | 4    |  |  | 1    |
| 45—49 | 7    |  |  | 3    |
| 40—44 | 5    |  |  | 6    |
| 35—39 | 3    |  |  | 3    |
| 30—34 | 4    |  |  | 2    |
| 25—29 | 5    |  |  | 3    |
| 20—24 | 1    |  |  | 4    |
| 15—19 | 7    |  |  | 3    |
| 10—14 | 3    |  |  | 1    |
| 5—9 | 2    |  |  | 3    |
| 0—4 | 4    |  |  | 4    |
| Просек : | 42,4 |  |  | 44,9 |

| Година пописа     | 1948. | 1953. | 1961. | 1971. | 1981. | 1991. | 2002. |
| ----------------- | ----- | ----- | ----- | ----- | ----- | ----- | ----- |
| Број домаћинстава | 44    | 45    | 58    | 56    | 57    | 41    | 36    |

| Број чланова      | 1 | 2 | 3 | 4 | 5 | 6 | 7 | 8 | 9 | 10 и више | Просек |
| ----------------- | - | - | - | - | - | - | - | - | - | --------- | ------ |
| Број домаћинстава | 6 | 7 | 5 | 6 | 6 | 6 | 0 | 0 | 0 | 0         | 3,47   |

| Пол    | Укупно | Неожењен/Неудата | Ожењен/Удата | Удовац/Удовица | Разведен/Разведена | Непознато |
| ------ | ------ | ---------------- | ------------ | -------------- | ------------------ | --------- |
| Мушки  | 57     | 15               | 36           | 5              | 1                  | 0         |
| Женски | 51     | 4                | 35           | 11             | 1                  | 0         |
| УКУПНО | 108    | 19               | 71           | 16             | 2                  | 0         |

| Пол    | Укупно                    | Пољопривреда, лов и шумарство | Рибарство                            | Вађење руде и камена | Прерађивачка индустрија       |
| ------ | ------------------------- | ----------------------------- | ------------------------------------ | -------------------- | ----------------------------- |
| Мушки  | 42                        | 38                            | 0                                    | 0                    | 1                             |
| Женски | 28                        | 18                            | 0                                    | 0                    | 6                             |
| Укупно | 70                        | 56                            | 0                                    | 0                    | 7                             |
|        |                           |                               |                                      |                      |                               |
| Пол    | Производња и снабдевање   | Грађевинарство                | Трговина                             | Хотели и ресторани   | Саобраћај, складиштење и везе |
| Мушки  | 0                         | 0                             | 0                                    | 1                    | 0                             |
| Женски | 0                         | 0                             | 2                                    | 1                    | 0                             |
| Укупно | 0                         | 0                             | 2                                    | 2                    | 0                             |
|        |                           |                               |                                      |                      |                               |
| Пол    | Финансијско посредовање   | Некретнине                    | Државна управа и одбрана             | Образовање           | Здравствени и социјални рад   |
| Мушки  | 0                         | 1                             | 0                                    | 0                    | 1                             |
| Женски | 0                         | 0                             | 0                                    | 0                    | 0                             |
| Укупно | 0                         | 1                             | 0                                    | 0                    | 1                             |
|        |                           |                               |                                      |                      |                               |
| Пол    | Остале услужне активности | Приватна домаћинства          | Екстериторијалне организације и тела | Непознато            | Непознато                     |
| Мушки  | 0                         | 0                             | 0                                    | 0                    | 0                             |
| Женски | 1                         | 0                             | 0                                    | 0                    | 0                             |
| Укупно | 1                         | 0                             | 0                                    | 0                    | 0                             |